# Коннорс, Чак
Кевин Джозеф Алоизиус «Чак» Коннорс (англ. Kevin Joseph Aloysius “Chuck” Connors; 10 апреля 1921 — 10 ноября 1992) — американский актёр, писатель, профессиональный игрок в бейсбол и баскетбол.

## Биография
Сын портового грузчика и домохозяйки, эмигрантов из британского доминиона Ньюфаундленд. У него была сестра Глория.
Чак во время Второй Мировой войны был наставником в танковых войсках, служа в Вест-Пойнте. Он является одним из 12 спортсменов в истории американского профессионального спорта, которые сыграли как в Высшей лиге бейсбола, так и в Национальной баскетбольной ассоциации.
Чак Коннорс стал первым баскетболистом в НБА, разбившим баскетбольный щит, — это случилось 5 ноября 1946 года во время матча между «Бостон Селтикс» и «Чикаго Старз» на «Бостон Арене».
Его карьера в кино и на телевидении длилась сорок лет, а наибольший успех ему принесла роль Лукаса Маккейна в высоко оценённом критикой и зрителями телесериале канала ABC «Стрелок» (1958—1963). Он также сыграл главную роль в итальянском фильме «Морской волк», экранизации одноимённого романа Джека Лондона.
Республиканец. Поддерживал Ричарда Никсона. В июне 1973 года был в числе творческой делегации, представленной в Белом доме Брежневу.
Был женат трижды. Вторая жена — американская актриса родом из Индии Камала Деви (1963—1972). У него было четверо сыновей.
Коннорс умер в 1992 году в возрасте 71 года от пневмонии, спровоцированной раком лёгких.

Чак был отличным парнем, очень весёлым, с большим чувством юмора, больше, чем сама жизнь, и он любил людей без всяких условностей. Он был очень общительным и дружелюбным, а вовсе не застенчивым. Для меня это был хороший опыт — проводить время с Чаком и видеть, как он общался с людьми. Я многому научился у него в актёрском плане, и он оказал на меня огромное влияние. Для меня он был просто героем.— Джонни Кроуфорд, партнёр Коннорса по сериалу «Стрелок»

## Избранная фильмография
- 1952 — Пэт и Майк / Pat And Mike (США) — капитан полиции
- 1954 — Очевидное алиби / Naked Alibi (США) — капитан Оуэн Кинкейд
- 1956 — Пройти по тёмной улице / Walk the Dark Street (США) — Фрэнк Гэррик
- 1957 — Смерть в небольших дозах / Death in Small Doses (США) — Минк Рейнольдс
- 1958 — Большая страна / The Big Country (США) —  Бак Хеннесси
- 1962 — Джеронимо / Geronimo (США) — Джеронимо
- 1969 — Капитан Немо и подводный город / Captain Nemo and the Underwater City (Великобритания) — сенатор Роберт Фрейзер
- 1975 — Морской волк / Il lupo dei mari (Италия) — капитан Волк Ларсен
- 1976 — Кошмар округа Бэдхэм / Nightmare in Badham County (США) — шериф Слим Дэннин
- 1979 — Путешествие в ад / Tourist Trap (США) — мистер Слосен
- 1980 — Вирус / 復活の日 (Япония) — капитан Маклауд
- 1989 — Скинхеды / Skinheads (США) — мистер Хьюстон
- 1989 — Смерть в горах / High Desert Kill (США) —  Стэн Браун
- 1991 — Ягода-морошка / Salmonberries (Германия) — Бинго Чак